# Hải Thành, Dương Kinh
Hải Thành là một phường thuộc quận Dương Kinh, thành phố Hải Phòng, Việt Nam.
Phường Hải Thành có diện tích 5,33 km², dân số năm 2007 là 5659 người, mật độ dân số đạt 1062 người/km².
Địa giới hành chính phường Hải Thành: Đông giáp quận Hải An; Tây giáp phường Anh Dũng và phường Hòa Nghĩa; Nam giáp phường Tân Thành; Bắc giáp quận Hải An.
Đây là địa phương có dự án Đường cao tốc Ninh Bình – Hải Phòng đi qua.